# نورتفیلد
نورتفیلد (به انگلیسی: Northfield) یک روستا در ایالات متحده آمریکا است که در شهرستان کوک (ایلینوی) واقع شده‌است. نورتفیلد ۵٬۴۲۰ نفر جمعیت دارد.